# Steffen Schäfer
Steffen Schäfer (Keulen, 1 mei 1994) is een Duits voetballer die als verdediger speelt.

## Carrière
Steffen Schäfer speelde in de jeugd van SSV Roggendorf/Thenhoven, TSV Bayer Dormagen en 1. FC Köln, waar hij van 2013 tot 2014 in het tweede elftal speelde. Hierna vertrok hij naar 1. FC Saarbrücken, waarmee hij in de Regionalliga Südwest, het hoogste amateurniveau van Duitsland, speelde. In het seizoen 2016/17 speelde hij met FSV Frankfurt in de 3. Liga, en op datzelfde niveau wist hij het jaar erna met 1. FC Magdeburg kampioen te worden. Zodoende promoveerde hij naar de 2. Bundesliga, waar hij een jaar speelde. In 2019 vertrok hij naar VVV-Venlo, waar hij een contract voor twee jaar tekende met een optie op nog een derde jaar. De Duitse verdediger kon bij de Venlose eredivisionist nooit rekenen op een vaste stek in de basiself. Na de degradatie in 2021 besloot VVV de optie in zijn contract niet te lichten en na twee seizoenen afscheid van hem te nemen. In augustus 2021 keerde Schäfer terug naar zijn geboorteland, waar hij een tweejarig contract ondertekende bij SC Verl. Na slechts een seizoen werd die overeenkomst voortijdig ontbonden. Eind januari 2023 sloot de clubloze verdediger aan bij VSG Altglienicke.

### Statistieken

#### Beloften
| Seizoen                   | Club                 | Competitie           | Competitie | Competitie | Overig | Overig | Totaal | Totaal |
| Seizoen                   | Club                 | Competitie           | Wed.       | Dlp.       | Wed.   | Dlp.   | Wed.   | Dlp.   |
| ------------------------- | -------------------- | -------------------- | ---------- | ---------- | ------ | ------ | ------ | ------ |
| 2012/13                   | 1. FC Köln II        | Regionalliga West    | 1          | 0          | –      | –      | 1      | 0      |
| 2013/14                   | 1. FC Köln II        | Regionalliga West    | 19         | 0          | –      | –      | 19     | 0      |
| 2014/15                   | 1. FC Saarbrücken II | Oberliga             | 2          | 0          | –      | –      | 2      | 0      |
| 2021/22                   | SC Verl II           | Landesliga Westfalen | 1          | 0          | –      | –      | 1      | 0      |
| Totaal beloften           | Totaal beloften      | Totaal beloften      | 23         | 0          | 0      | 0      | 23     | 0      |
| Bijgewerkt op 5 juni 2022 |                      |                      |            |            |        |        |        |        |

#### Senioren
| Seizoen                            | Club              | Competitie           | Competitie | Competitie | Beker | Beker | Overig1 | Overig1 | Totaal | Totaal |
| Seizoen                            | Club              | Competitie           | Wed.       | Dlp.       | Wed.  | Dlp.  | Wed.    | Dlp.    | Wed.   | Dlp.   |
| ---------------------------------- | ----------------- | -------------------- | ---------- | ---------- | ----- | ----- | ------- | ------- | ------ | ------ |
| 2014/15                            | 1. FC Saarbrücken | Regionalliga Südwest | 19         | 0          | –     | –     | 5       | 3       | 24     | 3      |
| 2015/16                            | 1. FC Saarbrücken | Regionalliga Südwest | 16         | 0          | –     | –     | 2       | 0       | 18     | 0      |
| 2016/17                            | FSV Frankfurt     | 3. Liga              | 29         | 0          | 1     | 0     | 2       | 0       | 32     | 0      |
| 2017/18                            | 1. FC Magdeburg   | 3. Liga              | 28         | 0          | 1     | 0     | 3       | 0       | 32     | 0      |
| 2018/19                            | 1. FC Magdeburg   | 2. Bundesliga        | 18         | 0          | 0     | 0     | –       | –       | 18     | 0      |
| 2019/20                            | VVV-Venlo         | Eredivisie           | 9          | 0          | 1     | 0     | –       | –       | 10     | 0      |
| 2020/21                            | VVV-Venlo         | Eredivisie           | 13         | 0          | 5     | 0     | –       | –       | 18     | 0      |
| 2021/22                            | SC Verl           | 3. Liga              | 15         | 1          | –     | –     | 0       | 0       | 15     | 1      |
| 2022/23                            | VSG Altglienicke  | Regionalliga Nordost | 10         | 0          | –     | –     | 0       | 0       | 10     | 0      |
| Totaal senioren                    | Totaal senioren   | Totaal senioren      | 157        | 1          | 8     | 0     | 12      | 3       | 177    | 1      |
| Carrièretotaal                     | Carrièretotaal    | Carrièretotaal       | 180        | 1          | 8     | 0     | 12      | 3       | 200    | 4      |
| Bijgewerkt tot en met 31 juli 2023 |                   |                      |            |            |       |       |         |         |        |        |

1Overige officiële wedstrijden, te weten Saarlandpokal, Hessenpokal, Sachsen-Anhalt-Pokal en Westfalenpokal.